# Machiko Soga
Machiko Soga (曽我 町子, Soga Machiko), née le 18 mars 1938 et morte le 7 mai 2006, est une actrice et seiyū japonaise.

## Biographie
Machiko naît à Hachiōji, dans la préfecture de Tokyo. Elle a une éducation modeste et est élevée pour devenir chanteuse, bien que ses talents se révèlent être dans le domaine du théâtre. Elle est «découverte» après avoir jouée dans une pièce de théâtre au Tokyo Center. Cette performance lance sa carrière et lui vaut de rentrer en contact avec des personnalités importantes du monde de la télévision japonaise. 
Sa mère meurt lorsqu'elle est enfant; elle est élevée par son père. Elle a deux frères et une sœur. Un de ses frères meurt pendant la Seconde Guerre mondiale ; l'autre est en vie. Son père meurt d'un cancer en 1991. En 1973, elle part étudier en Italie pendant deux ans. 
Après avoir suivi des cours de danse jazz pendant plusieurs années, ses premiers rôles sont principalement des rôles de personnages de radio et vocaux.
Elle a été connue dans le rôle de la Reine Pandora dans Spielvan en 1986 puis le rôle de Rita Repulsa dans Power Rangers : Mighty Morphin et de plus, elle parle mal anglais et sa voix est doublée par Barbara Goodson.
Elle meurt du cancer en 2006.

## Filmographie partielle
- 1968 : Les Combinards des pompes funèbres (とむらい師たち, Tomuraishi tachi?) de Kenji Misumi